# Усачёв, Пётр Степанович
Пётр Степанович Усачёв (5 августа 1925 — 1994) — участник Великой Отечественной войны, полный кавалер ордена Славы.

## Биография
Родился 5 августа 1925 в селе Барск Каинского уезда Новониколаевской губернии (сейчас это место относится к Купинскому району Новосибирской области). После окончания школы, работал плотником в военном депо.
В  Красной Армии с января 1943. В боевых действиях начал участвовать с января 1944. В 1944 принят в ВКП (б).
23—24 июня 1944 во время прорыва вражеской обороны возле посёлка Центральный (Витебская область) уничтожил 1 вражеский дзот и 4 пулемёта. 15 августа 1944 награждён  орденом Славы 3-й степени.
20 января 1945 возле Плядена (ныне Калининградская область) полностью уничтожил 2 пулемётных расчёта. В этом бою получил лёгкое ранение. 6 апреля 1945 награждён  орденом Славы 2-й степени.
6 апреля 1945 уничтожил 3 миномётных точки, 2 пулемётных расчёта и повредил 1 противотанковое орудие. 7 апреля 1945 уничтожил 1 миномётную батарею и 2 пулемёта противника. 29 июня 1945 награждён  орденом Славы 1-й степени.
В 1946 ушёл в запас. Работал плотником. Умер в 1994 году.

## Награды
Пётр Степанович Усачёв был награжден следующими наградами:
- Орден Славы III степени (15 августа 1944; № 160401);
- Орден Славы II степени (6 марта 1945;№ 11076);
- Орден Славы I степени (29 июня 1945;№ 1575);
- Орден Отечественной войны I степени (11 марта 1985);
- ряд медалей;
- Знак Почётный железнодорожник.